# Michał Olszewski (spisovatel)
Michał Olszewski (nar. 1977 w Ełku) je polský novinář, reportér, spisovatel, publicista a ekolog.

## Životopis
Absolvoval polonistiku na Jagellonské univerzitě v Krakově. Působil jako novinář v krakovské redakci deníku Gazeta Wyborcza. Od ledna 2007 je vedoucím reportážního oddělení časopisu Tygodnik Powszechny. Je autorem celé řady reportážních textů, za reportáž Przez dotyk (čes. Hmatem) získal ocenění v reportérské soutěži Oči otevřené (pol. Oczy otwarte). Publikoval i povídky, skici a recenze v různých polských literárních časopisech.
Jeho prozaickým debutem byla sbírka povídek Do Amsterdamu (2003), za niž obdržel první cenu v třetím ročníku soutěže Znak-Proza, organizované krakovským nakladatelstvím Znak. V roce 2005 vyšla jeho druhá kniha s názvem Chwalcie łąki umajone (čes. Chvalte rozkvetlé lučiny). V dubnu 2009 vyšla jeho třetí kniha Low-tech. V roce 2010 vydal svazek Zapiski na biletach (čes. Poznámky na jízdenkách), v níž neobvyklým způsobem zachycuje své postřehy a dojmy z cest po Polsku, a knihu Eco-book o eko-Bogu (čes. Eco-book o eko-Bohu), jež zaznamenává rozhovory na ekologická témata, které autor vedl s františkánským knězem Stanisławem Jaromim. Již zmíněné Zapiski na biletach byly v roce 2011 nominovány na Literární cenu Gdynia (pol. Nagroda Literacka Gdynia) v kategorii próza. V roce 2014 vydal sbírku reportáží s názvem Najlepsze buty na świecie (čes. Nejlepší boty na světě). Následujícího roku (2015) za něj obdržel Cenu Ryszarda Kapuścińského (pol. Nagroda im. Ryszarda Kapuścińskiego) za literární reportáž, a to jako první polský autor.

## Dílo

### Prózy, reportáže a cestopisy
- Do Amsterdamu, Kraków: Znak, 2003. (čes. Do Amsterdamu)
- Chwalcie łąki umajone, Wołowiec: Czarne, 2005. (čes. Chvalte rozkvetlé lučiny)
- Trzech kumpli, Kraków: Znak, 2008. (čes. Tři kámoši)
- Low-tech, Kraków: Wydawnictwo literackie, 2009. (čes. Low-tech)
- Zapiski na biletach, Warszawa: W.A.B., 2010. (čes. Poznámky na jízdenkách)
- Eco-book o eko-Bogu, Kraków: Wydawnictwo Salwator, 2010. (čes. Eco-book o eko-Bohu)
- Ełk. Spacerownik po mieście niezwykłym (s Rafałem Żytyniecem), Ełk: Muzeum Historyczne, 2012, rozšířené vydání 2014. (čes. Ełk. Procházka neobvyklým městem)
- Najlepsze buty na świecie, Wołowiec: Czarne, 2014. (čes. Nejlepší boty na světě)
- #upał, Kraków: Znak, 2017. (čes. #vedro)

### V češtině
- Několik autorových reportážních textů (mj. Nejlepší boty na světě, Armáda) bylo přeloženo a prezentováno v červenci 2016 v Praze a Brně (tam v rámci festivalu Měsíc autorského čtení).